# Daniel Kurvinen
Daniel Kurvinen (28 de septiembre de 1986) es un deportista sueco que compitió en taekwondo. Ganó una medalla de plata en el Campeonato Europeo de Taekwondo de 2008, en la categoría de –54 kg.

## Palmarés internacional
| Campeonato Europeo | Campeonato Europeo | Campeonato Europeo | Campeonato Europeo |
| Año                | Lugar              | Medalla            | Categoría          |
| ------------------ | ------------------ | ------------------ | ------------------ |
| 2008               | Roma (Italia)      | Medalla de plata   | –54 kg             |